# Смешанная кровь (фильм)
«Смешанная кровь» (другое название «Кокаин») (англ. Mixed Blood) — американский криминальный художественный фильм в жанре чёрной комедии 1985 года, снятый режиссёром Полом Моррисси по сценарию Алена Сарда
на студиях «Sara Films» и «Set Satellite».
Премьера фильма состоялась 18 октября 1985 года.

## Сюжет
Фильм о расизме, коррупции в полиции, наркоманах и торговле наркотиками.
Рита Ла Пунта возглавляет банду бразильских несовершеннолетних правонарушителей в попытке захватить контроль над незаконной торговлей наркотиками в Нижнем Ист-Сайде Нью-Йорка у конкурирующей банды латиноамериканских торговцев наркотиками. Это пуэрториканские дети, которым не исполнилось ещё и 17 лет, потому они могут убить и не попасть в тюрьму. Война обостряется и включает в себя их немецкого поставщика героина, его сексуальную английскую подругу, бывшего полицейского из Пуэрто-Рико и капитана японской полиции. В фильме много убийств.

## В ролях
- Марилия Пера — Рита Ла Пунта
- Ричард Уласия — Тьяго
- Родни Харви — Хосе
- Линда Керридж — Кэрол
- Джеральдин Смит — Тони
- Анхель Дэвид — Хуан
- Джон Легуизамо — Масетеро
- Роберто Луис Сантана — Убийца

Фильм получил в целом положительные отзывы.